# 바수지예슈타
바수지예슈타 또는 수지예슈타(기원전 141년 – 기원전 131년)는 오늘날 인도 북부와 중부를 통치했던 숭가 제국의 3대 황제이다. 그는 아버지 아그니미트라 황제가 기원전 141년 사망하자 그의 뒤를 이었다. 그의 통치 기간은 잘 기록되어 있지 않아서 그에 대해 알려진 것이 거의 없다. 그는 할아버지 푸시야미트라 숭가의 아슈바메다 야즈나를 성공적으로 완수했고 신두 강둑을 따라 인도-그리스 왕국의 군대를 무찌른 것으로 알려져 있다. 그의 업적은 후기 굽타 시대에 칼리다사에 의해 작곡된 말라비카그니미트라 연극에 잠깐 언급되어 있다.